# El Hassi (Relizane)
El Hassi è un comune dell'Algeria, situato nella provincia di Relizane.